# Casa cu prăvălie pe colț din Bărcănești
Casa cu prăvălie pe colț este un monument istoric situat în satul Bărcănești, județul Ialomița. Este situată în centrul localității, de-a lungul DJ 201. Clădirea a fost construită în anul 1910. Figurează pe noua listă a monumentelor istorice sub codul LMI: IL-II-m-B-14087.

## Imagini

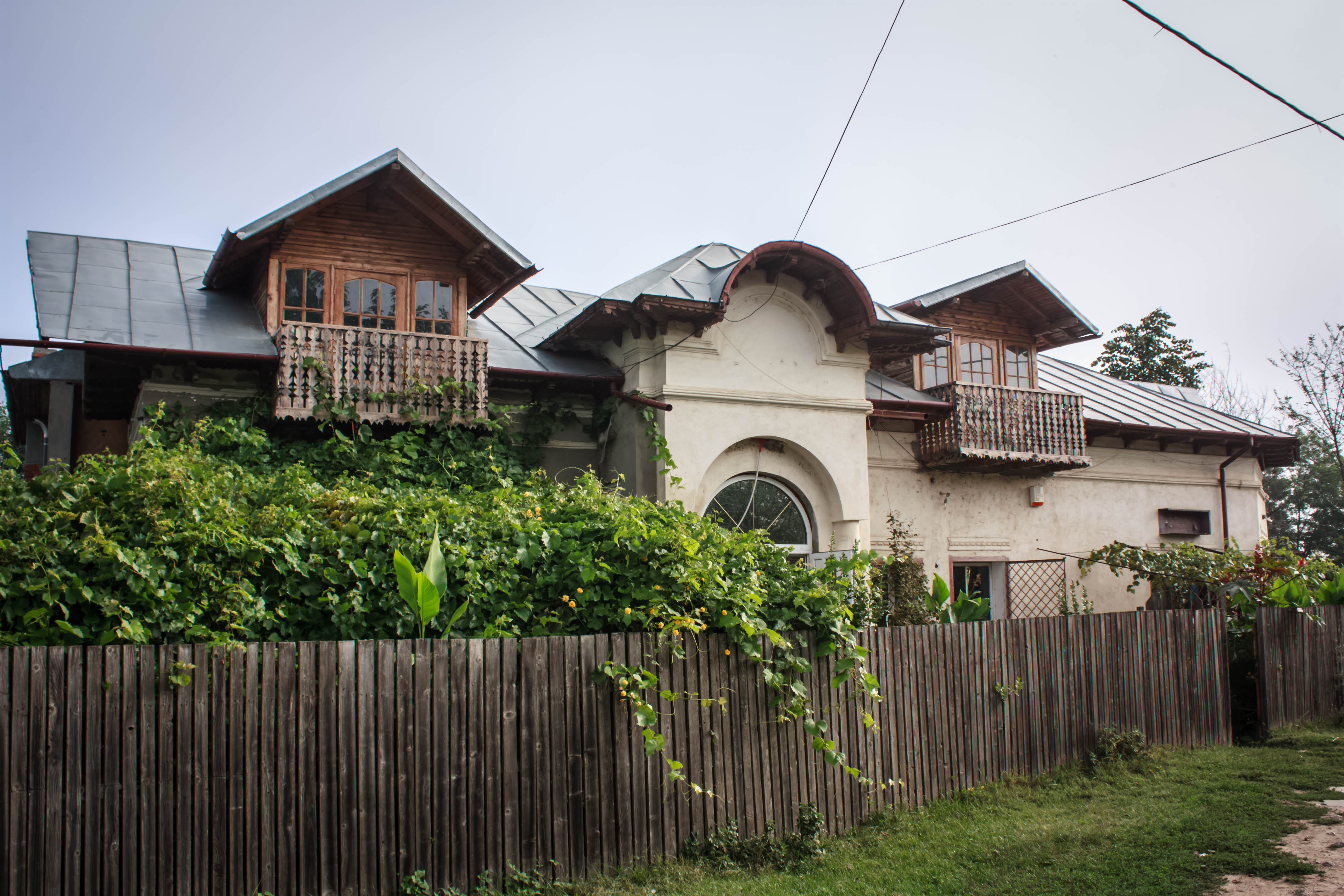
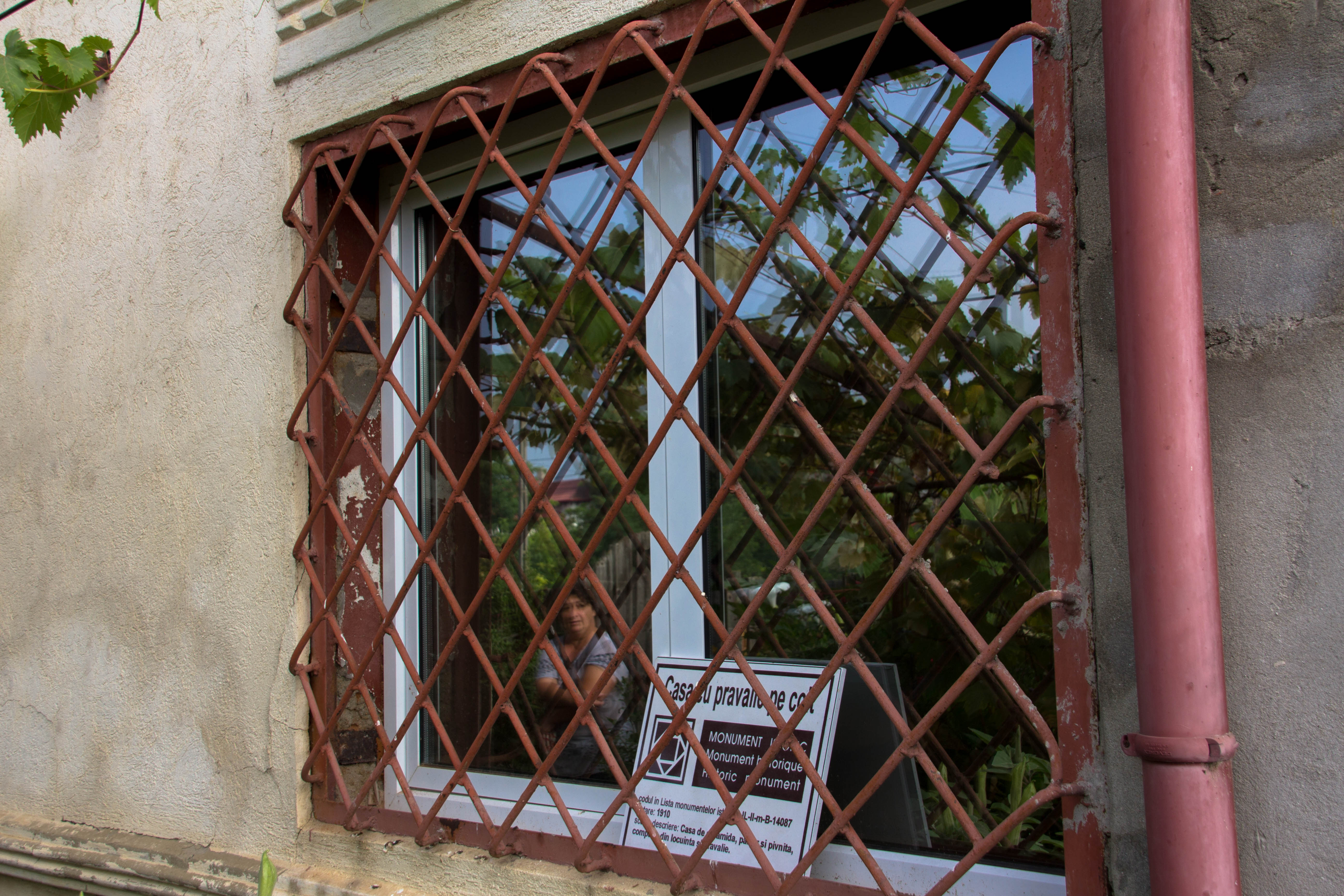
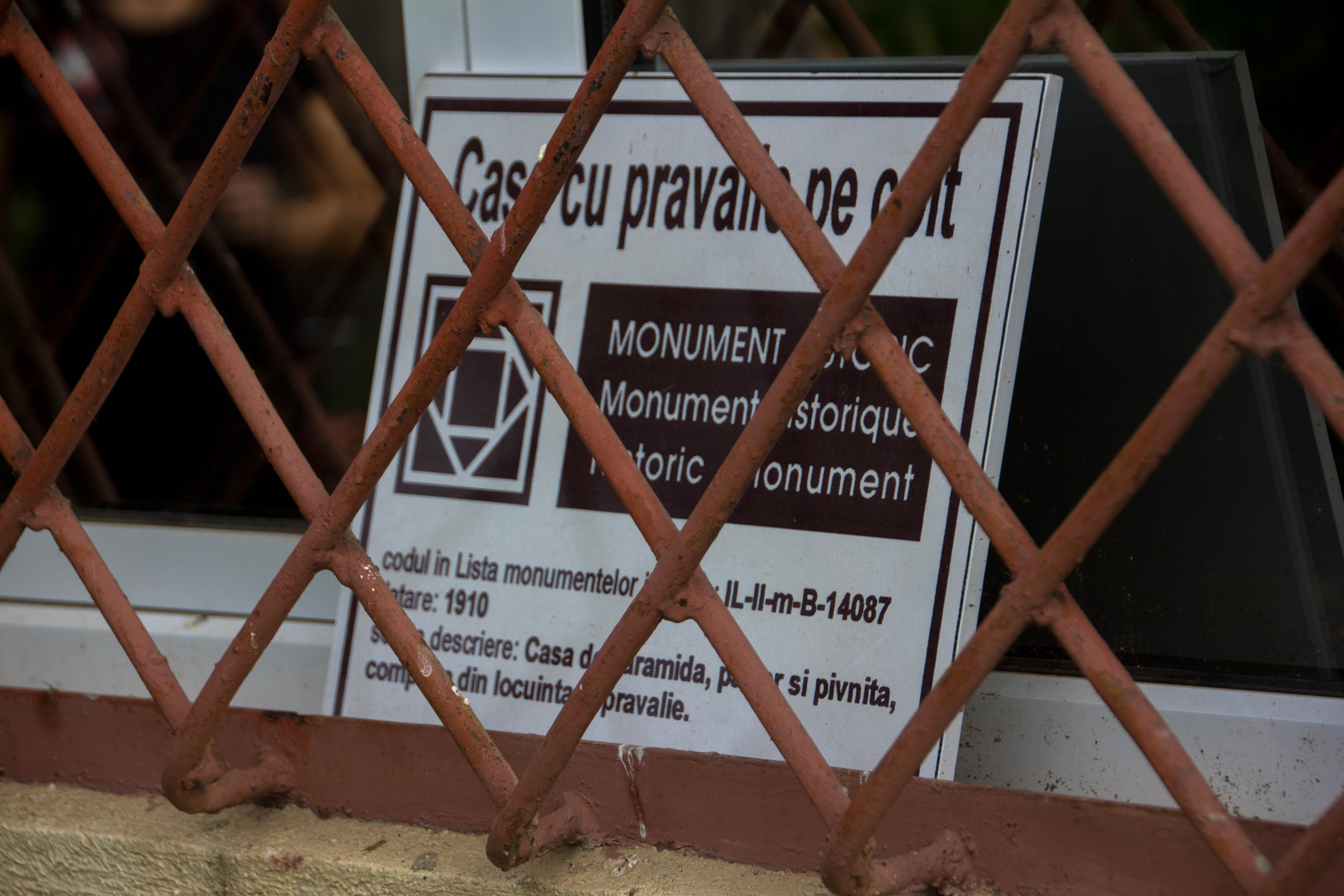
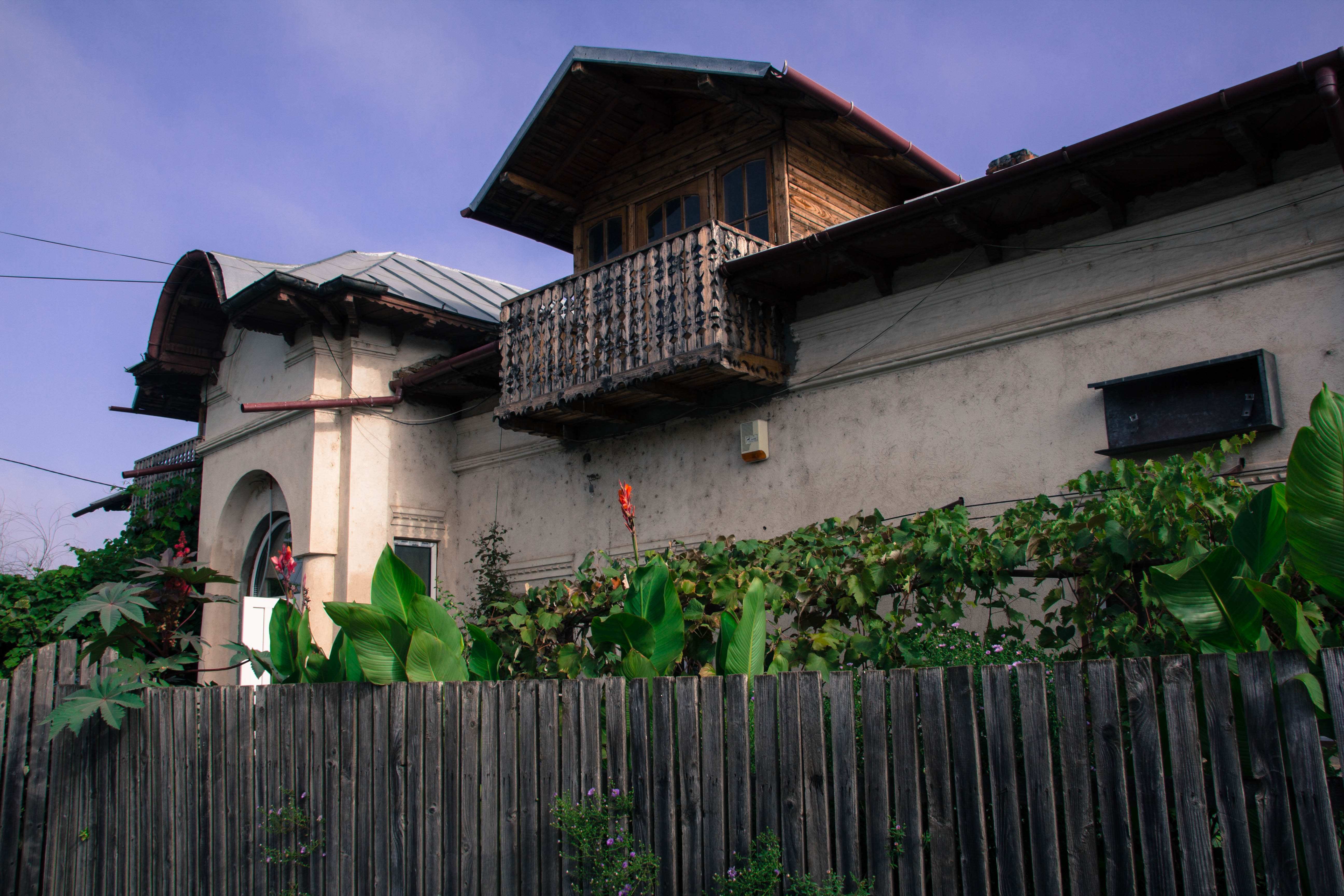
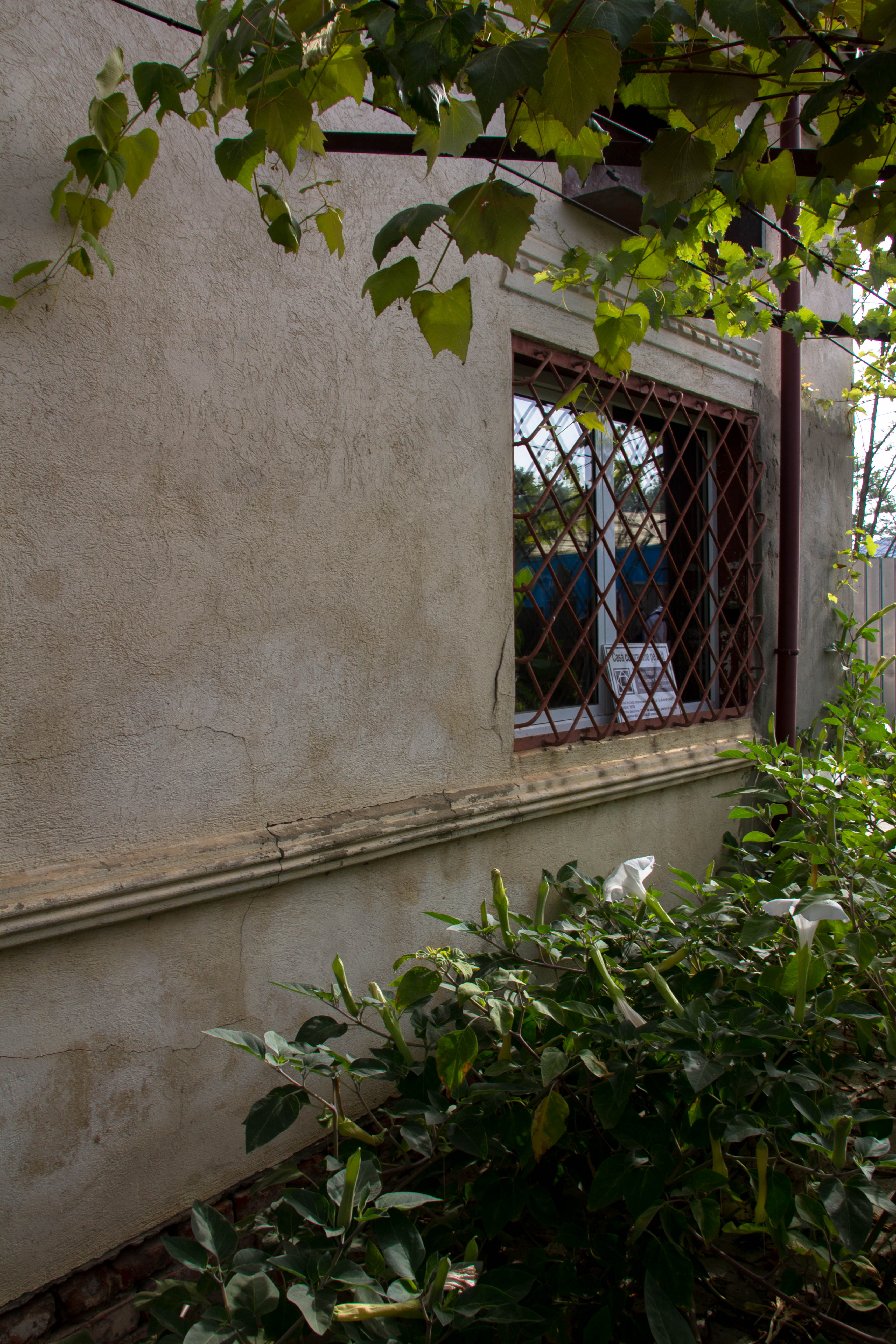
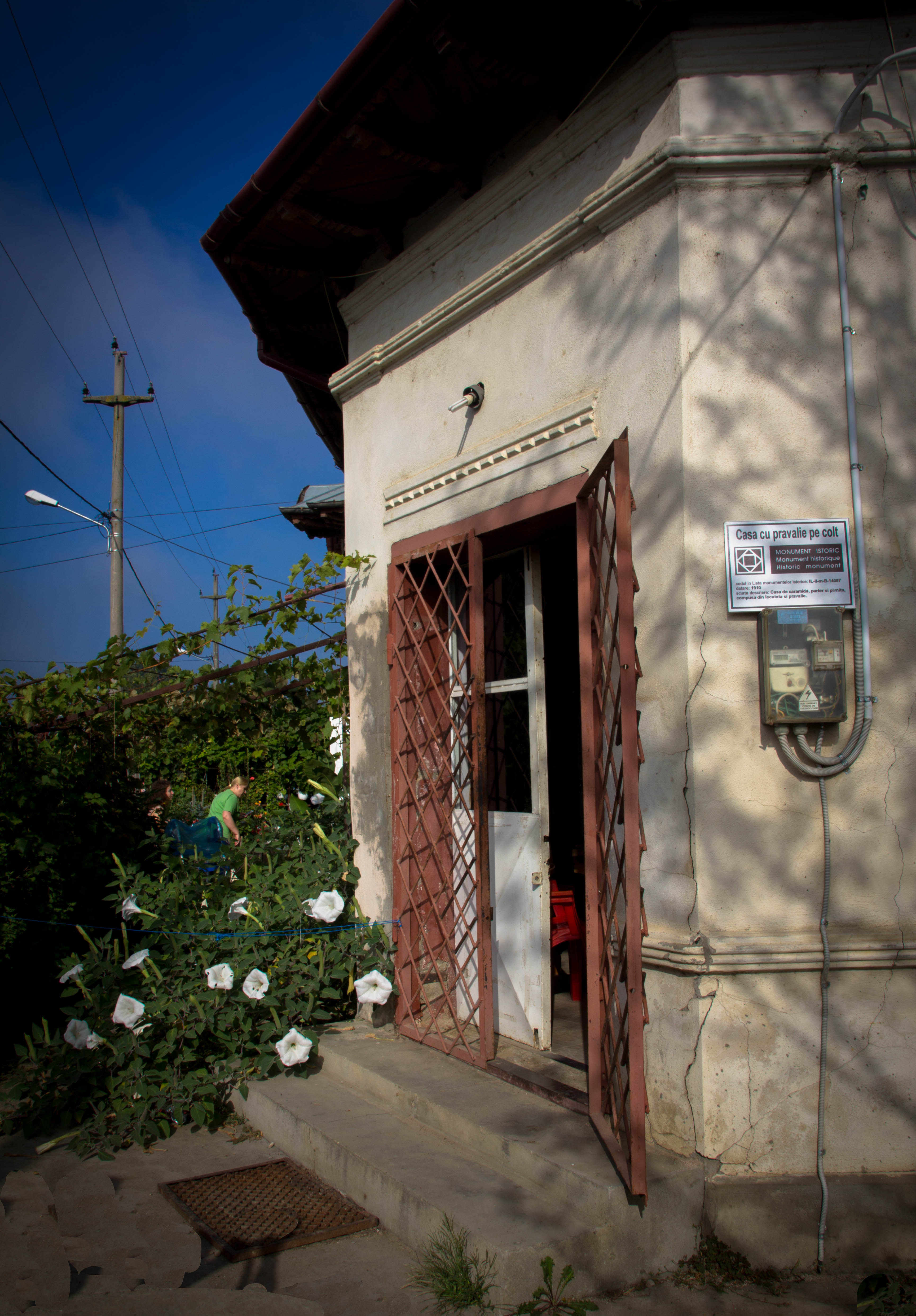
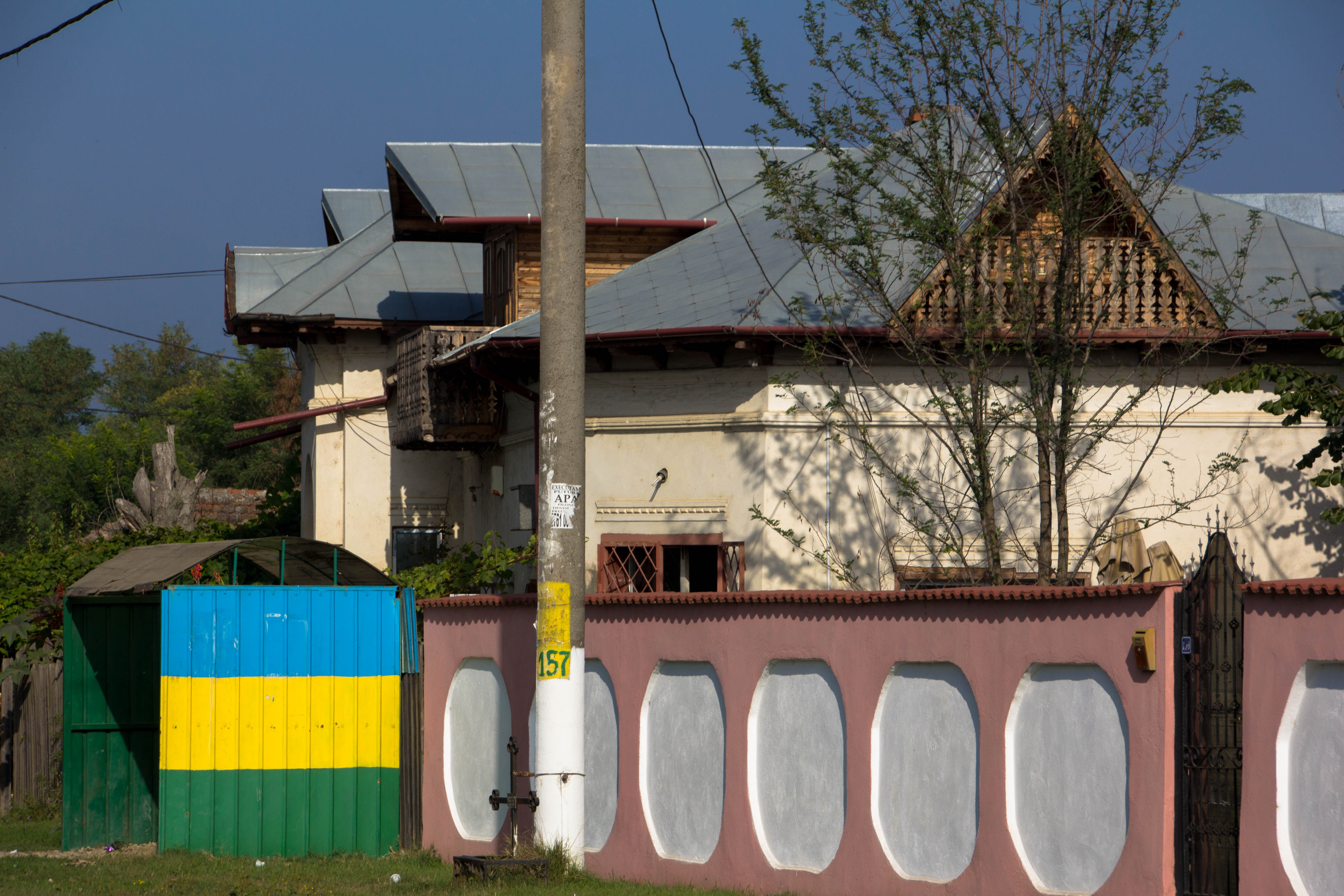